# Bryum obligogynum
Bryum obligogynum är en bladmossart som beskrevs av Philibert in Amann 1933. Bryum obligogynum ingår i släktet bryummossor, och familjen Bryaceae. Inga underarter finns listade i Catalogue of Life.